# Janet Craxton
Janet Helen Rosemary Craxton (Londen 17 mei 1929 – aldaar 18 juli 1981) was een Brits hoboïste en docente op dat muziekinstrument.
Zij is het jongste kind van pianist en docent aan de Royal Academy of Music Harold Craxton en zijn vrouw Essie. Janets oudere broer John Craxton is kunstenaar, andere broer Antony Craxton was royaltyverslaggever bij de BBC. In 1961 huwde zij de componist Alan Richardson. Zij genoot haar muzikale opleiding aan de Royal Academy of Music (1945-1948) en aan het Conservatorium van Parijs (1948-1949). Vervolgens werd ze hobosoliste in het Hallé Orchestra (1949-1952), London Mozart Players (1952-1954), het BBC Symphony Orchestra (1954-1963) en het London Sinfonietta (1969-1981). Parallel aan die laatste functie speelde ze ook aan het Royal Opera House. Vanaf 1958 gaf ze ook les aan de Royal Academy. In 1968 startte ze het London Hoboe Quartet.
Ze werd veel gevraagd als solohoboïste en gaf eerste uitvoeringen van werken van Ralph Vaughan Williams, Lennox Berkeley, Alan Rawsthorne, Elisabeth Lutyens, Elizabeth Maconchy, Richard Stoker en Priaulx Rainier. Voor het overlijden van haar man bestelde Craxton Epitaaf voor hobo en piano bij Witold Lutosławski.